# Мюзикл начальной школы (Южный Парк)
«Мюзикл начальной школы» (англ. Elementary School Musical) — 13 эпизод 12-го сезона мультсериала «Южный парк», премьера которого состоялась 12 ноября 2008 года.

## Сюжет
Четвероклассники за обедом обсуждают новое увлечение — третью часть фильма «Классный Мюзикл». Оказывается, что почти все ученики школы пересмотрели этот фильм много раз и ни с того ни сего начинают петь и танцевать — и в коридоре, и даже в классе на уроке. Стэн, Кайл, Картман и Кенни дома смотрят этот фильм и клянутся, что не станут «такими». Эрик безуспешно пытается покончить с собой, сваливая вину за неудачу на гибридные автомобили. Девочки особенно восхваляют третьеклассника Брайдена Гуэрмо, а Стэн опасается, что может потерять Венди. После уроков Стэн подходит к Брайдену и выясняет, что тот любит баскетбол, но строгий отец заставляет его танцевать, потому что считает баскетбол «не мужским видом спорта» и угрожает «ударить по лицу» сына за малейшее неповиновение.
Тренер по баскетболу советует Брайдену идти своим путём, но как только тот попадает в спортзал, прибегает мистер Гуэрмо и забирает сына, предварительно дав тренеру пощёчину. Тем временем Кайл, Картман и Кенни находят себе нового друга — диабетика Скотта Малкинсона, над которым периодически издевается Картман. Стэн пытается помочь Брайдену, вызвав по телефону агентов службы защиты детей, но мистер Гуэрмо бьёт их по лицу и выгоняет из дома. После этого Брайдон пытается убежать из дома. Отец пытается остановить его и собирается ударить, но неожиданно сын бьёт отца кулаком в нос. Мать, которой мистер Гуэрмо раньше часто давал пощёчины, тоже бьёт его. В итоге Брайден вступает в баскетбольную команду. За игрой наблюдают его отец и мать. Мистер Гуэрмо в начале не желает поддерживать сына, однако, спустя некоторое время, вместе со всеми зрителями начинает вскакивать и петь песню «We Will Rock You».
Стэн же тем временем убеждает друзей, что им придётся пойти на поводу у моды, чтобы не потерять популярность. Решающим доводом служит то, что в школе даже Баттерс считается «круче» каждого из их компании. Мальчики выступают в школе со сложным музыкальным номером, но девочки вдруг убегают за Брайденом смотреть баскетбол. Тут подходит Скотт Малкинсон и говорит, что девчонкам просто нравится Брайден, что бы он ни делал.

## Пародии
- Серия пародирует фильм «Классный мюзикл». Например, Брайден Гуэрмо — пародия на главного героя Троя Болтона (которого сыграл Зак Эфрон). Правда, Брайден мечтал бросить танцы ради баскетбола. В фильме ситуация противоположная (но в фильме у Троя Болтона получалось совмещать баскетбол и театр).

## Факты
- На кухне у Брайдена Гуэрмо висят плакаты мюзиклов «Призрак Оперы», «Кошки» и «Mamma Mia!».
- Это одна из немногих серий, где говорит Джейсон.
- На вопрос Джимми «Где же вы были?» Крейг отвечает «В Перу». Эти события происходили в эпизоде «Пандемия 2: Потрясение». Но несмотря на это, Крейг подпевает и подтанцовывает основной толпе.
- В начале серии в столовой на стене за Баттерсом, Кайлом, Стэном, Эриком и Кенни, висит плакат с инопланетянином и надписью «Have you seen me?» (рус. «Ты меня видел?»). Это отсылка к тому, что в сериале часто на задних планах мелькают инопланетяне.
- Номер дома Брайдена — 18445.
- Серия с таким же названием: Elementary School Musical есть в «Симпсонах».
- В этой серии Стэна не тошнит после поцелуя Венди.